# Abad-Te
Abad-Te (de l'arpitan abada-tè, bouge-toi), est le nom d'un mouvement régionaliste français fondé par des jeunes adhérents de la Ligue savoisienne (LS), à partir du Conseil des Jeunes Savoisiens, ancien comité interne à la LS.
Les Jeunes Savoisiens du monde comme ils se désignaient, se réclamaient du régionalisme savoyard des années septante (1970) (en particulier de la Jeunesse régionaliste savoyarde, groupe aujourd'hui disparu et qui était lié du Mouvement Région Savoie), mais également de l'altermondialisme d'Attac.
On ne retrouve aujourd'hui de ce mouvement qu'un journal intitulé Lou Mondo abada (Le monde libre) dans lequel est reproduite une interview de l'écrivain John Berger sur l'Europe des différences, ainsi que ce texte mis en exergue, repris de la Jeunesse régionaliste savoyarde : « Fantasmons que par le régionalisme s'exprime la volonté de reconsidérer la croissance économique, sa finalité, son partage. Revoir les objets pour ce qu'ils sont, redécouvrir l'usage et nos propres moyens d'intervention sur le monde : voilà l'enjeu. Exister ou ne pas exister, telle est la question. »
Le flambeau abadiste a été repris en 2004 par Waiting for freedom in Savoy.

## Principes fondateurs
Notamment :
- Promotion d'une région Savoie libre, solidaire, cosmopolite et européenne.
- L'unité européenne, dans un principe de subsidiarité.
- La défense de l'environnement.
- La lutte contre le racisme et la xénophobie.
- La non-violence.
- La promotion de l'arpitan savoyard.